# Nops blandus
Nops blandus är en spindelart som först beskrevs av Bryant 1942.  Nops blandus ingår i släktet Nops och familjen Caponiidae. Inga underarter finns listade i Catalogue of Life.